# Ścinawa Polska
Ścinawa Polska est une localité polonaise de la gmina et du powiat d'Oława en voïvodie de Basse-Silésie.
En 2021, la localité compte 470 habitants.